# Langan (Ille-et-Vilaine)
Langan település Franciaországban, Ille-et-Vilaine megyében. Lakosainak száma 1090 fő (2022. január 1.). Langan La Chapelle-Chaussée, Gévezé, Langouet és Romillé községekkel határos.

## Népesség
A település népességének változása:
| Lakosok száma | 445  | 725  | 806  | 872  | 922  | 917  | 979  | 1031 | 1064 | 1090 |
|               | 1968 | 1982 | 1990 | 2006 | 2013 | 2015 | 2017 | 2019 | 2020 | 2022 |